# SteelSeries

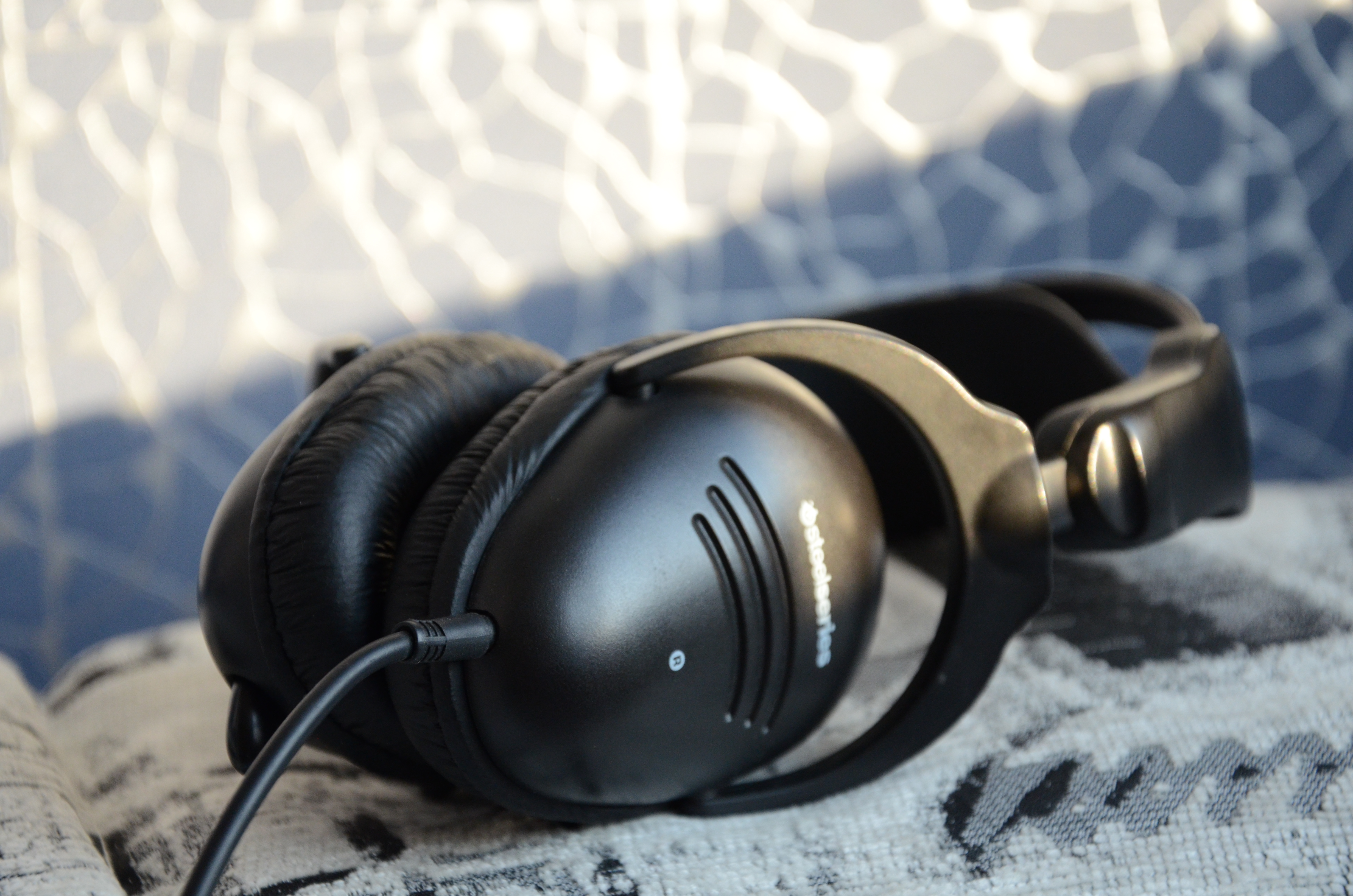
Одни из первых наушников компании (наушники SteelSeries 3H)

SteelSeries — датская компания по производству игровых манипуляторов (мышей, клавиатур), ковриков, наушников.

## Общие сведения
Компания была основана в феврале 2001 года в Дании. Штаб-квартира находится в Копенгагене.
Компания создаёт устройства, повышающие эффективность процесса игры, в частности, для профессиональных геймеров и при их участии. Имеются отделы сбыта в Европе, Азии (Тайбэй) и США (Лос-Анджелес). Все производство осуществляется на заводах-поставщиках в Европе и Азии.
Компания спонсирует киберспортивные команды: Team Fnatic, FaZe Clan, Evil Geniuses Invictus Gaming.

## История
В 2001 году геймер Якоб «JWP» Вольф-Петерсен основал компанию Soft Trading для создания первых на рынке стеклянных ковриков для мыши под брендом Icemat. В 2003 году название компании было изменено на современное SteelSeries. В 2008 году SteelSeries приобрела Ideazon, североамериканского разработчика и производителя игровой периферии.
В 2012 году SteelSeries получила инвестиции от частных компаний Catterton Partners и ClearVue Partners, сумма инвестиций не разглашена.
В июле 2019 акции основателя компании Якоба Вольфа-Петерсена были выкуплены приобретена скандинавской частной инвестиционной компанией Axcel.
В апреле 2020 года SteelSeries приобрела разработчика аудиопрограммного обеспечения Nahimic A-Volute, а в декабре производителя игровых аксессуаров KontrolFreek.
В октябре 2021 года GN Store Nord объявила о планах приобрести SteelSeries у Axcel за 8 млрд датских крон (около 1,25 млрд долларов США). Сделка была закрыта 12 января 2022 года.

## Партнёры
SteelSeries установила партнёрские отношения с наиболее известными брендами игровых отраслей, включая Blizzard Entertainment, Electronic Arts, Hewlett-Packard, Gunnar Optiks и Valve Corporation.